# BI-636 (Spanje)

De BI-636

De BI-636 of Corredor del Cadagua (Baskisch: Cadaguako igarobidea) is een autovía in Baskenland. De (gedeeltelijke) snelweg vormt de verbinding tussen Bilbao en Güeñes.